# غرافاتاي
غرافاتاي هي بلدية في البرازيل، تتبع ريو غراندي دو سول، بلغ عدد سكانها 255٬660  نسمة، في 2010، تبلغ مساحتها 463٫758 كيلومتر مربع.

## الموقع
تشترك في الحدود مع:
- Glorinha [الإنجليزية]‏.

## أعلام
- غوستافو بابا
- تياغو دوترا
- فيليبي ماتشادو
- دافي رودريغيز دي خيسوس